# 尚普兰
尚普兰（法語：Champlin，法語發音：[ʃɑ̃plɛ̃]）是法国大東部大區阿登省的一个市镇，属于沙勒维尔-梅济耶尔区。

## 地理
尚普兰（49°50'24"N, 4°19'50"E）面积5.9 平方千米，位于法国大東部大區阿登省，该省份为法国北部内陆省份，西接埃纳省，南至马恩省，东临默兹省，北与比利时接壤。
与尚普兰接壤的市镇（或旧市镇、城区）包括：昂特尼、阿乌斯特、欧维莱尔-莱福日、埃斯特尔拜、日龙代勒、吕米尼。

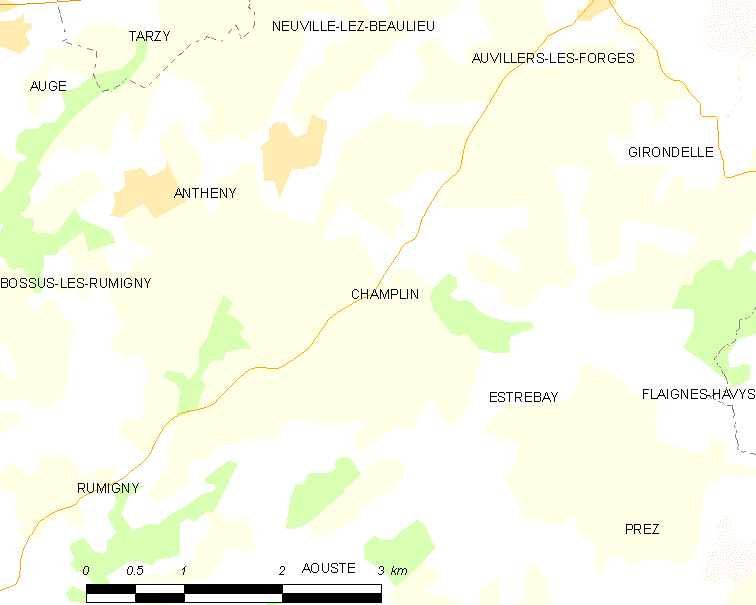
尚普兰的OSM定位图

尚普兰的时区为UTC+01:00、UTC+02:00（夏令时）。

## 行政
尚普兰的邮政编码为08260，INSEE市镇编码为08100。

## 政治
尚普兰所属的省级选区为锡尼拉拜县。

## 人口

1962-2008年间尚普兰人口变化图示

尚普兰于2022年1月1日时的人口数量为74人。